# 好きだなんて言えなかった
『好きだなんて言えなかった』（すきだなんていえなかった）は、野口五郎と岩崎宏美のデュエット・シングルである。

## 概要
本曲は同年9月11日に行われた野口のコンサートに岩崎がゲスト出演した際に発売が告知され、その場で初披露された。

## 収録曲
1. 好きだなんて言えなかった
  - 作詞：松井五郎／作曲：森正明／編曲：中川幸太郎
2. 好きだなんて言えなかった inst.（GORO part）
3. 好きだなんて言えなかった inst.（HIROMI part）
4. 好きだなんて言えなかった instrumental